# Sext Tul·li
Sext Tul·li (en llatí Sextus Tullius) va ser un militar romà del segle iv aC. Formava part de la gens Túl·lia, una gens romana de gran antiguitat.
Va servir com a centurió primi pili l'any 358 aC sota el dictador Gai Sulpici Pètic, a qui va suplicar que el deixés anar a lluitar contra els gals junt amb els seus camarades. Els va ser donada l'autorització i Tul·li es va distingir a la batalla que va seguir. L'any següent va lluitar també de manera destacada contra els privernates a les ordes del cònsol Gai Marci Rutil.